# 엔리코 토셀리

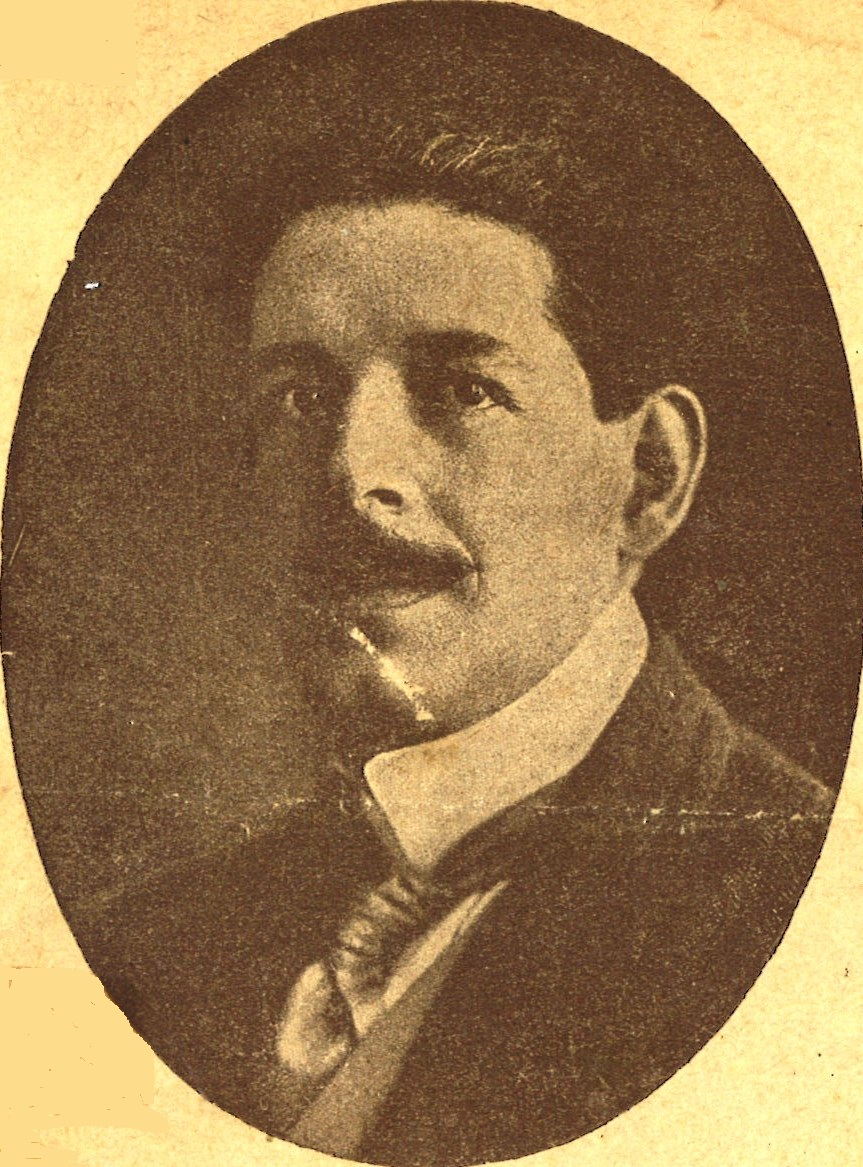

엔리코 토셀리(Enrico Toselli, 1883-1926)는 이탈리아의 피아니스트이며 가곡 작가이다. 많은 가곡을 발표했으며 이탈리아에서는 인기 작곡가로 꼽히고 있다. 그 중의 한 곡 <탄식의 세레나데>가 세계적으로 유행하였기 때문에 토셀리의 이름도 널리 알려지기에 이르렀다.